# Естонська вулиця (Конотоп)
Естонська вулиця — вулиця міста Конотоп Сумської області.

## Історія
Вперше згадується у 28 червня 1929 року.
Перша відома назва — провулок Черв'яків.
Частина вулиці до 1954 року — 1-й провулок Ярківської.
З 29 вересня 1954 року — вулиця Рибалка.
Сучасна назва — з 2024 року.